# بينغت آرنه سترومبرغ
بينغت آرنه سترومبرغ (بالسويدية: B-A Strömberg)‏ هو لاعب كرة قدم سويدي، ولد في 13 فبراير 1954. لعب مع غايس غوتنبرغ.